# Мирне (Федоровський район)
Ми́рне (каз. Мирный) — село у складі Федоровського району Костанайської області Казахстану. Входить до складу Комишинського сільського округу.
Населення — 349 осіб (2021; 706 у 2009, 947 у 1999, 989 у 1989).